# 1024
| 1024               |
| ------------------ |
| Dødsfald - Fødsler |
|                    |

| Gregoriansk kalender | 1024 MXXIV              |
| Ab urbe condita      | 1777                    |
| Armensk kalender     | 473 ԹՎ ՆՀԳ              |
| Kinesiske kalender   | 3720 – 3721 癸亥 – 甲子 |
| Etiopisk kalender    | 1016 – 1017             |
| Jødisk kalender      | 4784 – 4785             |
| Hindukalendere       |                         |
| - Vikram Samvat      | 1079 – 1080             |
| - Shaka Samvat       | 946 – 947               |
| - Kali Yuga          | 4125 – 4126             |
| Iransk kalender      | 402 – 403               |
| Islamisk kalender    | 415 – 416               |

Konge i Danmark: Knud den Store 1019-1035
Se også 1024 (tal)

## Begivenheder
- Maj - Pave Johannes 19. efterfølger Benedikt 8. indtil sin død i 1032.

## Født
- Magnus den Gode - Konge af Danmark fra 1042. Konge af Norge fra 1035 (død 1047).

## Dødsfald
- 9. april - Pave Benedikt 8. fra 1012 til sin død (født ca. 980).